# Acacia buxifolia
Acacia buxifolia är en ärtväxtart som beskrevs av Allan Cunningham. Acacia buxifolia ingår i släktet akacior, och familjen ärtväxter.

## Underarter
Arten delas in i följande underarter:
- A. b. buxifolia
- A. b. pubiflora